# Mohamed Sheikh
Pour les articles homonymes, voir Sheikh (homonymie).
Mohamed Iltaf Sheikh, baron Sheikh, né le 13 juin 1941 au Kenya britannique et mort le 22 septembre 2022, est un homme d'affaires (courtier en assurances et souscripteur) et homme politique britannique.

## Biographie

### Jeunesse et carrière professionnelle
Mohamed Sheikh est né au Kenya et grandit en Ouganda. Il arrive au Royaume-Uni en 1962 et étudie ensuite au Holborn College of Law, Languages and Commerce et au City College de Londres. Il suit ensuite une formation dans une grande compagnie d'assurance, Sun Alliance et London Group.
Il est président et chef de la direction de Lloyd's Brokers, Camberford Law PLC. Il est aussi président de sociétés liées à l'immobilier.
Pendant une période de douze ans, Mohamed Sheikh est conférencier invité dans divers collèges et écoles polytechniques et en plus de donner des conférences, il écrit également du matériel pédagogique. Il écrit beaucoup sur des sujets d'assurance dans diverses publications et il intervient lors de nombreuses réunions et conférences sur les affaires ainsi que sur les questions de leadership.

### Carrière politique
Mohamed Sheikh est nommé pair à vie en 2006 par Michael Howard, alors chef du Parti conservateur. Le 6 juin 2006, il est créé pair à vie sous le titre de baron Sheikh, de Cornhill dans la Cité de Londres.
Il est un pair actif et s'exprime régulièrement à la Chambre des Lords sur différents sujets. Il voyage beaucoup à l'étranger et travaille actuellement à l'expansion du commerce entre le Royaume-Uni et les pays d'outre-mer.
Il fonde et copréside le Groupe parlementaire multipartite (APPG) pour la finance islamique et éthique au Parlement britannique.
Il est coprésident de l'APPG sur la Turquie et la prévention du génocide et des crimes contre l'humanité. Il est également vice-président des APPG sur le Bangladesh, l'Éthiopie, le Népal, le Kazakhstan et le Tadjikistan.
Mohamed Cheikh rejoint le Parti conservateur pour la première fois en 2004. Il fonde le Forum musulman conservateur et le préside pendant plusieurs années. Il est maintenant président du Forum, il siège sur les bancs conservateurs de la Chambre des lords et il est activement impliqué dans la promotion du Parti conservateur auprès des minorités ethniques.

### Activités caritatives
Mohamed Sheikh reçoit plusieurs prix pour ses réalisations, son leadership, ses affaires et son travail communautaire. Il reçoit un doctorat honoris causa pour le travail humanitaire qu'il entreprend.
Il fonde et finance un organisme de bienfaisance personnel et familial, à la mémoire de son père. L'association caritative, entre autres choses, reconnaît et récompense les réalisations des jeunes à fort potentiel.
Il est mécène de l'association Orphans in Need.
Il est conférencier invité dans des universités et conseiller auprès d'une université britannique. Il promeut les liens éducatifs et culturels entre le Royaume-Uni et d'autres pays.
Mohamed Sheikh est le président et membre fondateur du National Muslim War Memorial Trust.
Les objectifs de la fiducie sont l'érection et l'entretien d'un monument commémoratif de guerre national pour commémorer les services rendus par le personnel musulman aux forces armées britanniques pendant les deux guerres mondiales et les conflits ultérieurs. Le Trust assume également un rôle éducatif pour promouvoir dans les écoles, les collèges et le grand public les contributions des musulmans aux forces armées britanniques.

## Publications
- Mohamed Sheikh, Emperor of the five rivers: the life and times of Maharaja Ranjit Singh, Londres, I.B.Tauris, 2017 (ISBN 978-1-84885-754-4, OCLC 894340672)
- Mohamed Sheikh, An Indian In The House: The lives and times of the four trailblazers who first brought India to the British Parliament, [S.l.], Mereo Books, 2019 (ISBN 978-1-86151-490-5, OCLC 1080075581)